# RV (filme)
RV ou Runaway Vacation (bra: Férias no Trailer; prt: Com a Casa às Costas) é um filme de 2006, dirigido por Barry Sonnenfeld. Teve um orçamento de 50 milhões de dólares e arrecadou US$ 87,5 milhões.

## Sinopse
Bob Munro (Robin Williams), estressado com o trabalho e precisando de um tempo junto a sua família, decide levá-los ao Havaí. A fim de fechar negócio com uma empresa, Bob muda de ideia sem avisar a família, e resolve ir ao Colorado, que fica mais próximo do seu trabalho, numa viagem em um trailer. No entanto, vários desastres ocorrem ao longo da viagem. 

## Elenco
- Robin Williams.... Bob Munro
- James Presley Richard Munro
- Cheryl Hines.... Jamie Munro
- Joanna "JoJo" Levesque.... Cassie Munro
- Josh Hutcherson.... Carl Munro
- Jeff Daniels.... Travis Gornicke
- Kristin Chenoweth.... Mary Jo Gornicke
- Hunter Parrish.... Earl Gornicke
- Chloe Sonnenfeld.... Moon Gornicke
- Alex Ferris.... Billy Gornicke
- Matthew Gray Gubler.... Joe Joe

## Recepção
No agregador de críticas dos Estados Unidos, o Rotten Tomatoes, na pontuação onde a equipe do site categoriza as opiniões da  grande mídia e da mídia independente apenas como positivas ou negativas, o filme tem um índice de aprovação de 24% calculado com base em 122 comentários dos críticos. Por comparação, com as mesmas opiniões sendo calculadas usando uma média aritmética ponderada, a nota alcançada é 4,3/10 que é seguida do consenso dizendo que é "um filme de viagem familiar sem originalidade e apenas ocasionalmente engraçado, RV é um esforço medíocre que nem mesmo o carisma de Robin Williams pode salvar."
Em outro agregador de críticas também dos Estados Unidos, o Metacritic, que calcula as notas das opiniões usando somente uma média aritmética ponderada de determinados veículos de comunicação em maior parte da grande mídia, o filme tem uma pontuação de 33 entre 100, alcançada com base em 28 avaliações da imprensa anexadas no site, com a indicação de "revisões geralmente desfavoráveis".

## Prêmios e indicações
| Razzie Awards 2007                     | Razzie Awards 2007 | Razzie Awards 2007 |
| -------------------------------------- | ------------------ | ------------------ |
| Pior desculpa para diversão em família |                    | Ganhou             |
| Pior atriz coadjuvante                 | Kristin Chenoweth  | Indicada           |

| Young Artist Awards 2007            | Young Artist Awards 2007 | Young Artist Awards 2007 |
| ----------------------------------- | ------------------------ | ------------------------ |
| Melhor performance de um ator jovem | Josh Hutcherson          | Indicado                 |

[carece de fontes?]